# Gotthard Wölzl
Gotthard Wölzl (* 5. Juni 1851 in München; † 28. Februar 1932 ebenda) war Jurist und Mitglied des Deutschen Reichstags.

## Leben
Wölzl besuchte das Wilhelmsgymnasium München (Abitur 1870) und die Universität München. 1877 bestand er das Staatsexamen, 1878 wurde er Parlamentsstenograph. Von 1879 bis 1882 war er Rechtsanwalt, bis 1890 Amtsrichter und ab 1891 rechtskundiger Magistratsrat der Stadt München. Er war Mitglied des Landrates von Oberbayern und des Distriktsrates Miesbach. Weiter war er Vorsitzender gemeinnütziger Vereine wie des Vereins für Volkshygiene in München und der Centrale für Säuglingsfürsorge. Er war Ritter des Verdienstordens vom hl. Michael IV. Klasse.
Von 1907 bis 1912 war er Mitglied des Deutschen Reichstags für den Reichstagswahlkreis Oberbayern 1 (Altstadt, Lehel, Maxvorstadt) und die Nationalliberale Partei.

## Grabstätte

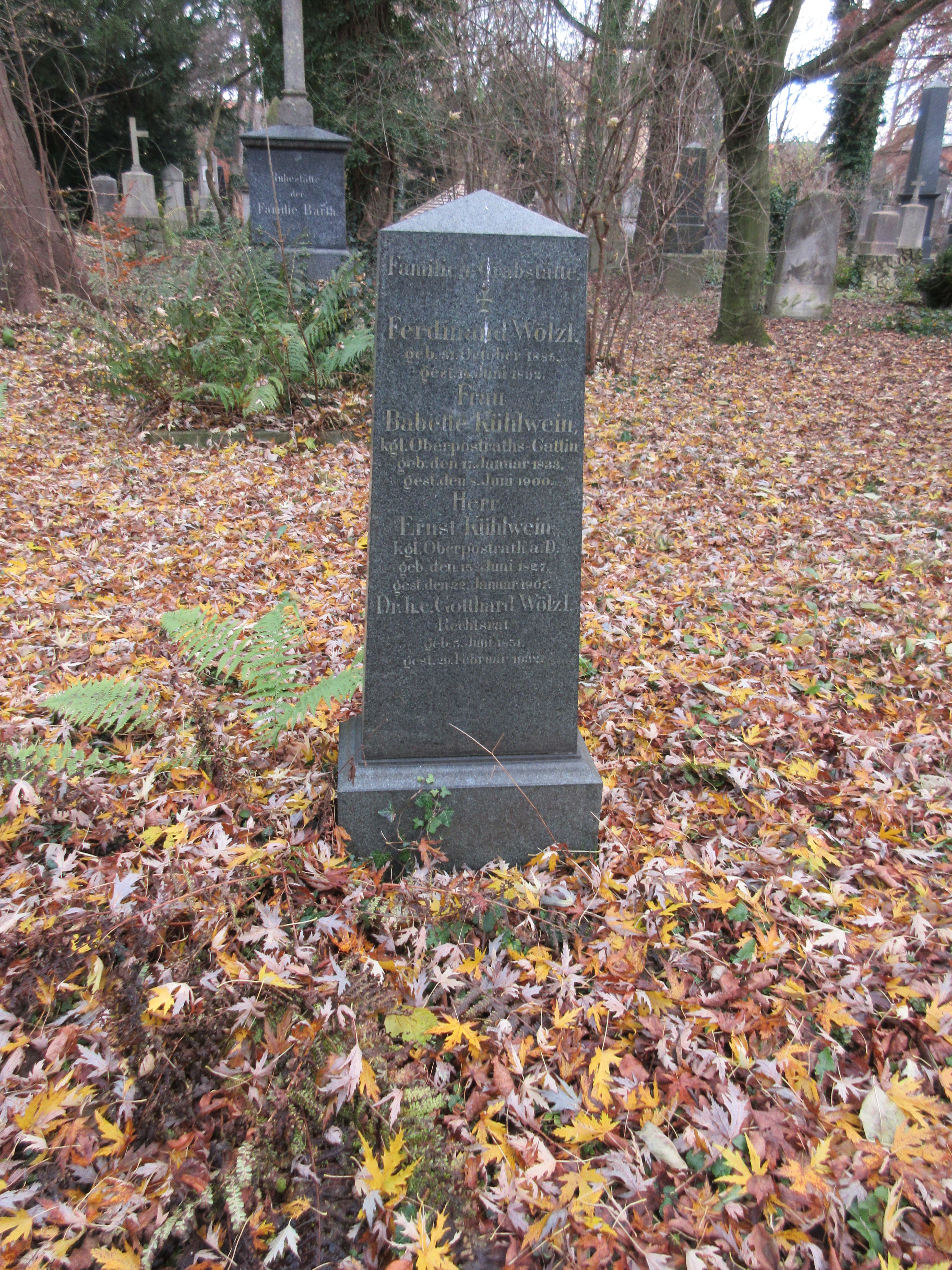
Grab von Gotthard Wölzl auf dem Alten Südlichen Friedhof in München

Die Grabstätte von Gotthard Wölzl befindet sich auf dem Alten Südlichen Friedhof in München (Gräberfeld 38 – Reihe 11 – Platz 1) Standort.

## Ehrungen
Die Wölzlstraße im Nordosten Münchens ist nach Gotthard Wölzl benannt.

## Nachkommen
Der Sohn Robert Wölzl (1882–1966) war seit 1936 Landgerichtsdirektor beim Landgericht München I (in dieser Eigenschaft war er einige Monate Vorsitzender Richter beim Sondergericht München und damit Leiter des Prozesses gegen Pater Rupert Mayer).